# Il petalo cremisi e il bianco
Il petalo cremisi e il bianco (The Crimson Petal and the White) è un romanzo del 2002 di Michel Faber, ambientato nella Londra vittoriana e che l'autore ha elaborato in oltre vent'anni. Il titolo è la citazione di un verso della poesia Now Sleeps the Crimson Petal del 1847 di Alfred Tennyson.

## Trama
Sugar è una giovane prostituta che di fronte al Fireside (il locale che frequenta ogni sera) ha un colpo di fulmine reciproco con William Rackham il quale, travolto dalla passione, si riscatta da una vita inconcludente e in men che non si dica si ritrova al timone dell'azienda paterna di profumi, fino a quel momento trascurata e disprezzata.
Sugar viene comprata dal bordello gestito proprio dalla madre della ragazza, Mrs. Castaway, e viene fatta alloggiare in una piccola ma lussuosa abitazione che l'amante ha arredato per lei. Ma la sistemazione dura poco perché ben presto Sugar fa il suo ingresso in casa Rackham nelle vesti di bambinaia della piccola Sophie, la figlia di William.
A far da contraltare ai protagonisti ci sono due veri e propri esemplari di virtù: Henry, il pio fratello di William, ed Emmeline Fox, una stravagante vedova che presta indefessamente la sua opera di redenzione proprio nei quartieri dove operano le ex-colleghe di Sugar. Sfortunatamente i due non potranno vivere a lungo la loro relazione, in quanto Henry perirà all'improvviso nell'incendio della propria casa e subito dopo Emmeline, che sembrava destinata a morire di tisi, guarisce in maniera sorprendente ed eredita gli effetti personali di Henry, compreso il suo gatto. 
Malgrado l'abiezione in cui è vissuta, Sugar è dotata di una cultura letteraria enciclopedica che sfoggia con moderazione e al momento opportuno. Non ammalia William con arti seduttive, ma si trasforma all'occorrenza in una perfetta istitutrice della piccola Sophie, che per di più viene guarita dalla persistente enuresi notturna. Sugar diviene anche segretaria, confidente e consulente di fiducia di William il quale, grazie a lei e soprattutto grazie al suo buon senso, riesce a districarsi nella difficile professione di imprenditore.
Agnes, la bellissima moglie di William, dopo aver dato segni di pazzia che parrebbero causati da un tumore al cervello, esce di scena proprio alla vigilia del suo trasferimento in un manicomio. I diari della scomparsa vengono presentati attraverso le letture che ne fa Sugar, che manifesta un'inclinazione morbosa e una curiosità inesauribile nei confronti della "rivale". La scomparsa di Agnes avviene in modo misterioso: non si saprà mai se il cadavere (che William ritiene di aver riconosciuto) sia ripescato dal Tamigi. Sta di fatto che Agnes, avvertita da Sugar che tuttavia la voleva salvare dalla reclusione forzata, fugge nottetempo e probabilmente finisce per nascondersi in un convento suggeritole da Sugar.
Divenuto vedovo, William, col suo carico di rimorsi, cerca di salvare la sua vita portandosi sempre dietro Sugar, la quale a questo punto comincia a intravedere una sistemazione borghese a pieno titolo. Il rapporto tra i due è oscillante, non si riesce a capire quanto in realtà si amino e quanto dipendano invece reciprocamente l'uno dall'altra; in effetti Sugar ha pensieri cinici nei confronti di William, e lui ne ha di altrettanto strumentali sulla ragazza. Dopo la presunta morte di Agnes, è implicito che William stia considerando di corteggiare un'altra donna del suo stesso rango piuttosto che sposare l'amante.
Infine Sugar, improvvisamente caduta in disgrazia allorché il medico di famiglia, il Dr. Curlew, rivela a William che lei è incinta, viene scacciata di casa: in breve organizza la sua uscita di scena e scompare portandosi dietro la piccola Sophie. William, che in pochissimo tempo perde fratello, moglie, amante e figlia, rimane con le poche certezze che gli danno l'azienda e la sua grande ma ormai vuota casa, piena di domestici muti testimoni di una meritata sconfitta.

## Edizioni italiane
- Michel Faber, Il petalo cremisi e il bianco, collana Stile libero BIG, traduzione di Elena Dal Pra, Monica Pareschi, Einaudi, 2003, ISBN 88-06-17416-9.

## Riconoscimenti
- 2010 - Premio letterario Giuseppe Acerbi[2]